# Gorny (Nowosibirsk, Togutschin)
Gorny (russisch Горный) ist eine Siedlung städtischen Typs im Rajon Togutschin der Oblast Nowosibirsk (Russland) mit 9403 Einwohnern (Stand 14. Oktober 2010).
Die Siedlung liegt etwa 60 km östlich der Oblasthauptstadt Nowosibirsk, nur wenig südlich des Flusses Inja und in den hier noch knapp 400 Meter Höhe erreichenden nördlichen Ausläufern des Salairrückens. Wegen seiner Lage erhielt der Ort seinen Namen (von russisch gora für Berg).
Die Siedlung wurde in den 1950er Jahren gegründet, als Baumaterial für den Nowosibirsker Stausee und andere Vorhaben benötigt wurde und nordöstlich des Ortes ein Steinbruch entstand. Der Steinbruch ist bis heute wichtigstes Unternehmen und Hauptarbeitgeber des Ortes.
Bevölkerungsentwicklung
| Jahr | Einwohner |
| ---- | --------- |
| 1970 | 4073      |
| 1979 | 5922      |
| 1989 | 7624      |
| 2002 | 9935      |
| 2010 | 9403      |

Anmerkung: Volkszählungsdaten